# 田端酒造
田端酒造株式会社（たばたしゅぞう）は、和歌山県和歌山市の清酒の製造及び販売業を行う酒蔵である。嘉永4年（1851年）創業。
『羅生門』『大東一』が主力銘柄であるが、『羅生門』は五代目社長・田端薫が戦後の復興期にみた黒澤明監督の『羅生門』に感銘を受け、いつか自分達も世界に通用する日本酒をつくりたいという思いから商標登録をしたものである。
また、一時期は、神戸の灘五郷にて酒蔵を設けるといった過去をもつ。
2010年には田端薫の孫娘である長谷川聡子が田端酒造杜氏の山本浩伸の監修のもと、和歌山産山田錦、紀ノ川の伏流水、和歌山酵母とすべて地元和歌山にこだわって醸しあげた純米吟醸酒「さとこのお酒」を発売している。この商品は、数多くのメディアにとりあげられ、発売日には完売してしまったという商品である。
また、酒販店への清酒の出荷を休止した。 既に同社の公式ホームページは閉鎖されている。 同社によると、新酒の仕込みができず、在庫が少なくなり安定した流通量が見込めないためという。

## 主な商品
- 純米大吟醸酒「羅生門・龍寿」
- 大吟醸酒「羅生門・鳳寿」
- 吟醸酒「羅生門・鳳凰」
- 純米吟醸酒「さとこのお酒」
- 純米酒「羅生門・純米辛口」
- 普通酒「大東一」
- 普通酒「つれもていこら」
- 梅酒「羅生門・日本酒仕込みの梅酒」

## 羅生門
1976年に発売された「羅生門」に試作を重ね、習得した技術をもとに造り出した「羅生門 鳳凰」を1988年に初めてモンドセレクション国際コンクールに出品し金賞を受賞。また、翌年の1989年には、「羅生門 鳳凰」をさらに磨き上げた純米大吟醸酒「羅生門 龍寿」が造られた。
「羅生門 龍寿」は1989年以降、モンドセレクション国際コンクールに毎年出品されており、2019年まで31年連続金賞受賞している。
なお、モンドセレクション国際コンクールにおいて最も高い得点を得た製品に与えられるGold Medal with Palm Leaves（特別金賞）を日本のお酒として初めて獲得したのも同商品である。